# Сода (растение)
Сода (лат. Soda) — род растений семейства Амарантовые (Amaranthaceae), распространённый преимущественно в пустынных областях Северной Африки и Евразии.

## Ботаническое описание
Однолетние травянистые растения или кустарники, разветвлённые, голые или опушённые. Листья супротивные или очерёдные (чаще в верхней части), мясистые, цилиндрические или вальковатые, на верхушке тупые или с неколючим остриём.
Цветки обоеполые, с прицветничками, одиночные или по нескольку в пазухах прицветных листьев, собраны в общие разреженные, нерегулярные колосья или тирсы. Листочков околоцветника 5, свободные, обычно плёнчатые, при плодах без крыльев, с зачаточными или хорошо развитыми крыльями. Тычинок 5; пыльники без придатков или с очень маленькими придатками. Плоды сухие или сочные, ягодообразные. Семена горизонтальные, косые или вертикальные.

## Таксономия

### Синонимы
- Caspia Galushko (1976), nom. illeg. — Каспия
- Neocaspia Tzvelev (1993), nom. nov. — Неокаспия
- Salsola sect. Soda Dumort. (1827)basionym
- Seidlitzia Bunge ex Boiss. (1879) — Зейдлиция

### Виды
Род включает 14 видов:
- Soda acutifolia (Bunge) Mosyakin, Freitag & Rilke — Сода остролистная, или Сода туполистная
- Soda austroiranica (Akhani) Akhani
- Soda cyrenaica (Maire & Weiller) Akhani
- Soda florida (M.Bieb.) Akhani — Сода цветистая
- Soda foliosa (L.) Akhani — Сода многолистная, или Сода олиственная
- Soda grandis (Freitag, Vural & Adıgüzel) Akhani
- Soda inermis Fourr. [syn.  Salsola soda L. typus[1] — Солянка содоносная]
- Soda kerneri (Woł.) Akhani
- Soda longifolia (Forssk.) Akhani
- Soda makranica (Freitag) Akhani
- Soda oppositifolia (Desf.) Akhani
- Soda rosmarinus (Bunge ex Boiss.) Akhani — Сода розмариновая
- Soda schweinfurthii (Solms) Akhani
- Soda stocksii (Boiss.) Akhani